# Grotte de Win-Timdouine
 (juillet 2021).
 (juillet 2021).
La mise en forme du texte ne suit pas les recommandations de Wikipédia : il faut le « wikifier ».
Les points d'amélioration suivants sont les cas les plus fréquents. Le détail des points à revoir est peut-être précisé sur la page de discussion.
- Les titres sont pré-formatés par le logiciel. Ils ne sont ni en capitales, ni en gras.
- Le texte ne doit pas être écrit en capitales (les noms de famille non plus), ni en gras, ni en italique, ni en « petit »…
- Le gras n'est utilisé que pour surligner le titre de l'article dans l'introduction, une seule fois.
- L'italique est rarement utilisé : mots en langue étrangère, titres d'œuvres, noms de bateaux, etc.
- Les citations ne sont pas en italique mais en corps de texte normal. Elles sont entourées par des guillemets français : « et ».
- Les listes à puces sont à éviter, des paragraphes rédigés étant largement préférés. Les tableaux sont à réserver à la présentation de données structurées (résultats, etc.).
- Les appels de note de bas de page (petits chiffres en exposant, introduits par l'outil «  Source ») sont à placer entre la fin de phrase et le point final[comme ça].
- Les liens internes (vers d'autres articles de Wikipédia) sont à choisir avec parcimonie. Créez des liens vers des articles approfondissant le sujet. Les termes génériques sans rapport avec le sujet sont à éviter, ainsi que les répétitions de liens vers un même terme.
- Les liens externes sont à placer uniquement dans une section « Liens externes », à la fin de l'article. Ces liens sont à choisir avec parcimonie suivant les règles définies. Si un lien sert de source à l'article, son insertion dans le texte est à faire par les notes de bas de page.
- La présentation des références doit suivre les conventions bibliographiques. Il est recommandé d'utiliser les modèles {{Ouvrage}}, {{Chapitre}}, {{Article}}, {{Lien web}} et/ou {{Bibliographie}}. Le mode d'édition visuel peut mettre en forme automatiquement les références.
- Insérer une infobox (cadre d'informations à droite) n'est pas obligatoire pour parachever la mise en page.

Pour une aide détaillée, merci de consulter Aide:Wikification.
Si vous pensez que ces points ont été résolus, vous pouvez retirer ce bandeau et améliorer la mise en forme d'un autre article.

La grotte de Win-Timdouine est une succession de cavités naturelles où l’action de l’eau a dissous les roches pour creuser 18 km de galeries. Elle est située à plus de 60 km d’Agadir, et à 1 400 m d’altitude. Ce réseau souterrain est parmi les plus longues cavités du continent africain (troisième place). D’ailleurs, l’appellation Win-Timdouine, qui signifie grotte des lacs en amazigh, illustre l’existence de lacs au sein de cette grotte qui renferme une faune diversifiée.

## Historique
Constituant une grande plate-forme naturelle de découverte, la grotte de Win–Timdouine a attiré un bon nombre de spéléologues et de scientifiques qui ont effectué de grandes recherches au sein de ce réseau souterrain. Cependant, la grotte est aujourd’hui loin de livrer tous ses secrets. Les découvertes des spéléologues et des scientifiques travaillant sur l’exploration des richesses de cette cavité souterraine nous éclairent continuellement sur ce monde souterrain et sa biodiversité. «Cette grotte constitue un vrai laboratoire de découverte pour une multitude de disciplines scientifiques. En effet, les chercheurs dans divers domaines scientifiques trouvent dans cette grotte une plate-forme de découverte extraordinaire. Citons entre autres l’histoire sismique, l’archéologie, le paléomagnétisme, l’hydrologie et l’hydrogéologie», souligne Alaeddine Belfoul, enseignant-chercheur à la faculté des Sciences d’Agadir et membre de l’Association spéléologie Agadir (ASA).
Cette grotte a déjà fait l’objet d’expéditions à l’échelle internationale dont une expédition bio-spéléologique en 2008, une exploration qui avait pour objectif d’inventorier et de mener des études sur l’écholocation et sur les aspects biogéographiques.
De même, «la grotte de Win-Timdouine constitue un sujet de recherche et de découverte à l’échelle internationale. Des spéléologues viennent de l’Espagne, de France et de Pologne, entre autres, pour visiter cette grotte», explique Mohamed Zyati, président de l’ASA. Pour rappel, cette association existe depuis l'année 1986.
Par ailleurs, l’association œuvre de manière bénévole et encadre les gens désireux de visiter cette grotte. «Il est à signaler que l’exploration de la grotte ne doit pas se faire à titre personnel mais en compagnie de spéléologues car elle peut comporter des risques. Afin de faire connaître cette grotte, nous organisons bénévolement des expéditions au profit des étudiants- chercheurs, des associations et les personnes désirant découvrir Win-Timdouine», explique-t-il.
De surcroît, les expéditions de découverte de cette grotte ont fait ressortir l’existence d’une faune diversifiée et d’animaux dont on note les mollusques, collemboles et coléoptères aquatiques.
S’il faut aujourd’hui multiplier les recherches pour découvrir et explorer les richesses de cette grotte, une autre donne vient sonner le glas. Il s’agit de la préservation de Win-Timdouine. «La préservation de la richesse de cette grotte est aujourd’hui une obligation et une responsabilité. Nous disposons d’une richesse que nous devons estimer et valoriser par tous les moyens», souligne M. Belfoul. En effet, le projet d’intégration de cette grotte dans la liste du patrimoine naturel universel de l’Unesco n’a pas abouti. Idem pour les efforts de constitution d’une fédération de spéléologues.
Ceci étant, les richesses de cette grotte peuvent se détériorer faute de préservation, de mise en place de gardien et d’accompagnateurs des expéditeurs de cette grotte. «Nous relevons constamment des dégradations causées par des visites humaines et nous tirons la sonnette d’alarme quant à la préservation de cette grotte», soulignent les membres de l’ASA.
D’autant plus que la grotte de Win-Timdouine peut faire aujourd’hui une vraie locomotive de développement pour la population locale. En effet, l’existence de cette grotte peut générer des revenus via les activités relatives à l’exploration et aux visites de cette grotte. Parallèlement, un projet d’aménagement du site de Win-Timdouine est aujourd’hui en phase d’étude. Néanmoins, cet aménagement doit se faire dans le respect total des écosystèmes tout en préservant la grotte et les intérêts de la population locale. Un autre effort de communication doit également se faire aujourd’hui ne serait-ce qu’en intégrant cette grotte dans les guides et autres supports de communication touristiques de la région,.